# Adelaide Smith Casely Hayford

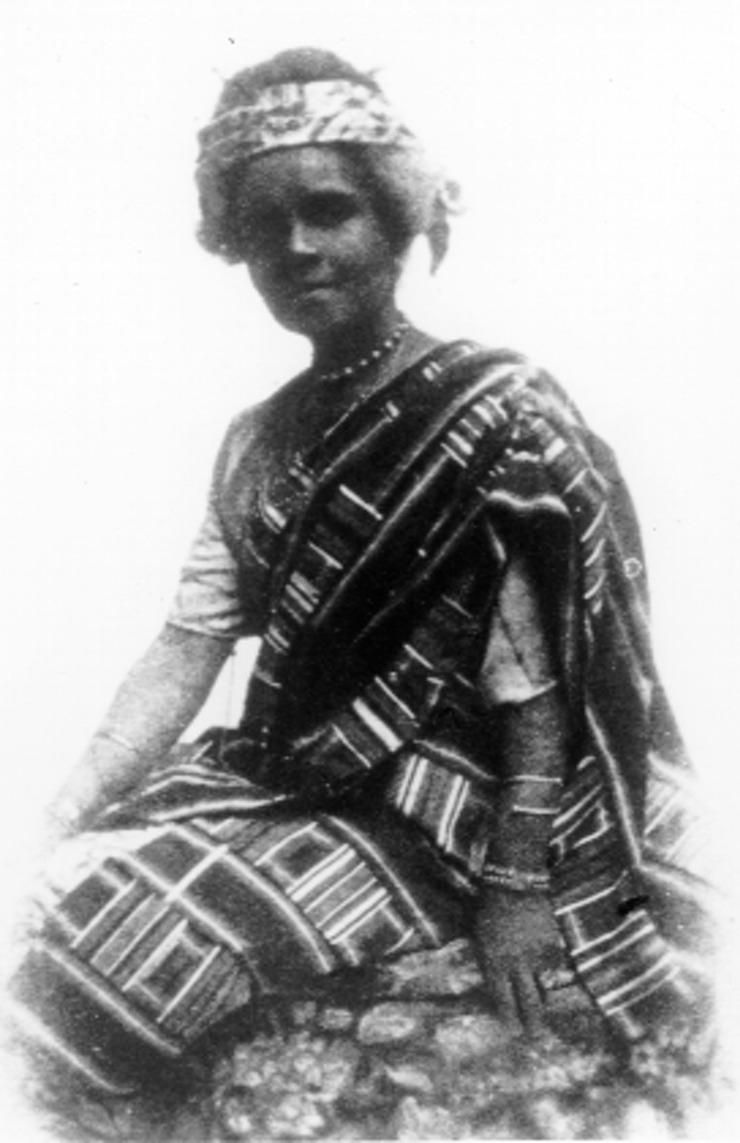
Adelaide Smith Casely Hayford (1903)

Adelaide Smith Casely Hayford (* 27. Juni 1868 in Freetown; † 16. Januar 1960 ebenda), geborene Smith, war eine sierra-leonische Feministin, Rechtsanwältin und Schriftstellerin.

## Leben
Adelaide gehörte einer Familie aus der kreolischen Elite Freetowns an und kam mit dieser als Kind nach England. Eine ihrer Lehrerinnen und Freundinnen war Mathilde Bazlen aus Öhringen. Bei deren Heimkehr 1885 reiste sie mit ihr, um Deutsch zu lernen. Zwei Nichten besuchten bereits das Katharinenstift in Stuttgart. Hier blieb sie auch und fand freundschaftliche Aufnahme in der besten Gesellschaft, die sie z. T. in Englisch unterrichtete.
Am Konservatorium studierte sie eine Zeit lang Klavier, bevor sie den Aufenthalt wegen Geldmangels wider Willen abbrechen musste. 1903 heiratete sie in London den Rechtsanwalt, Politiker und Autor Joseph E. Casely Hayford und wurde ab 1914 zur führenden Frauenrechtlerin Sierra Leones. Von 1923 bis 1940 leitete Adelaide eine Girls’ Vocational School in Freetown, wo sie eine besondere Ausbildung für Mädchen anstrebte: sie sollten ein selbstbestimmtes, unabhängiges und trotzdem rechtschaffen-weibliches Leben führen können.
Adelaide selbst lebte seit 1914 getrennt von ihrem Mann, der an der Goldküste Karriere machte. Sie gebar 1904 die Tochter Gladys Casely-Hayford, die zu einer bekannten Schriftstellerin Westafrikas wurde.
Adelaide starb 1960 und hinterließ etliche Publikationen (z. B. bildungspolitische Artikel, Kurzgeschichten und ihre Memoiren). Ein Teil ihrer persönlichen Korrespondenz, in der auch die schwierige Beziehung zu ihrer Tochter deutlich wird, wurde von Anna Melissa Graves veröffentlicht.
Smith Casely Hayford wurde in die Anthologie Daughters of Africa aufgenommen, die 1992 von Margaret Busby in London und New York herausgegeben wurde. 2019 wurde ein Asteroid nach ihr benannt: (6848) Casely-Hayford.